# What Video Games Have to Teach Us About Learning and Literacy
What Video Games Have to Teach Us About Learning and Literacy è un libro di James Paul Gee che si concentra sui principi di apprendimento nei videogiochi e su come questi principi possono essere applicati alla classi delle scuole dell’obbligo americane. I videogiochi possono essere utilizzati come strumenti per mettere alla prova i giocatori, quando hanno successo. Motivano gli utenti a perseverare e contemporaneamente insegnano a chi li usa come proseguire nel gioco e come giocare. Questi giochi danno un'idea di come si possano creare nuovi e più potenti modi di apprendere in scuole, comunità e luoghi di lavoro. Gee ha iniziato il suo lavoro nei videogiochi identificando trentasei principi di apprendimento che sono presenti, ma non esclusivi, nel design di buoni videogiochi. Sostiene inoltre l'applicazione di questi principi nell'ambiente della classe. What Video Games Teach Us about Learning and Literacy è un invito a educatori, insegnanti, genitori e amministratori a cambiare l'approccio alla pedagogia.

## Riassunto
Gee ha iniziato a giocare ai videogiochi quando il suo (allora) figlio di sei anni aveva bisogno di aiuto per andare avanti nel gioco di problem-solving Pajama Sam. Quando ha notato quanto suo figlio sia stato contento e quanta attenzione e tempo abbia dedicato a risolvere i problemi del gioco, Gee ha deciso di iniziare a giocare ai videogiochi da solo e ha iniziato ad analizzare cosa spinge le persone a spendere tempo e denaro per i videogiochi. Con suo grande stupore, notò che i videogiochi erano "duri, lunghi e complessi" e spesso doveva usare risorse esterne per imparare le cose necessarie per completare il gioco. Ha capito, tuttavia, che quando un gioco è troppo facile e/o troppo corto, i giocatori non si sentono spinti a finirlo e semplicemente non continueranno a giocarci. Le nuove sfide, il potenziale di apprendimento e le costanti sfide di questi videogiochi li rendono motivanti e divertenti per l'utente.
Gee adotta un approccio personale per spiegare come il mondo interattivo di un videogioco coinvolga il giocatore in modi in cui l'educazione formale potrebbe non essere sufficiente. Sostiene che i giocatori di solito non leggano il manuale prima di giocare – “giocano al gioco e poi guardano il manuale”. Suggerisce che, in sostanza, questo è ciò che è richiesto agli studenti quando gli viene chiesto di leggere un libro di testo prima che le informazioni vengano contestualizzate - prima di arrivare a "giocare". Gee assume una visione ottimistica dei videogames, raccogliendo un elenco di principi di apprendimento che si trovano comunemente in questi giochi. Mette in discussione l'ipotesi che i videogiochi siano una perdita di tempo e sostiene che, quando si gioca in un ambiente che favorisce il pensiero critico, i videogiochi possono diventare strumenti di insegnamento eccellenti. Egli Sottolinea inoltre che i giochi non sono facili e che è proprio la loro natura stimolante a mantenere l’utente coinvolto. Gee suggerisce che se gli studenti in ambienti formali avessero la possibilità di costruire le proprie conoscenze, come fanno i giocatori in un gioco quando superano un livello, seguirebbe un apprendimento più progressivo piuttosto che la frustrazione che viene spesso percepita dagli studenti in ambienti accademici.
Alcuni dei principi di apprendimento appartenenti a quelli che egli ritiene buoni giochi includono: sviluppo dell'identità, approcci interattivi, capacità di assumersi rischi, personalizzazione individuale, “riordino” dei problemi, sfide e consolidamento, "just-in-time" e "on demand" ", capacità di individuare significati (in simboli/frasi…) , pensiero sistemico, esplorazione attiva, pensiero trasversale, utilizzo intelligente degli strumenti, impegnando in team interfunzionali e dare importanza alla proprie prestazioni prima che alle competenze.

## Principi di apprendimento

### Domini di apprendimento e semiotici
- Principio attivo, apprendimento critico: ogni aspetto dell'ambiente di apprendimento dovrebbe essere impostato per incoraggiare l'apprendimento attivo e critico, invece di ambienti di apprendimento passivi tradizionalmente più tradizionali. L'apprendimento attivo richiede allo studente di comprendere e utilizzare grammatiche progettuali del dominio semiotico in cui sta imparando. L'apprendimento critico si è verificato quando lo studente è in grado di impegnarsi, riflettere, criticare e modificare elementi del progetto.
- Principio di progettazione: conoscere i principi di progettazione e apprezzare il design.
- Principio semiotico: identificazione, comprensione e apprezzamento delle relazioni tra i sistemi di simboli. I simboli possono includere parole, immagini, azioni, artefatti, ecc.
- Principio dei domini semiotici: padronanza in un dominio semiotico in modo che si possa partecipare alla comune pratica più appropriata. Un dominio semiotico usa una data modalità (immagini, equazioni, simboli, ecc.) per comunicare messaggi agli altri. Esempi di domini semiotici includono la psicologia cognitiva, i giochi sparatutto in prima persona e la biologia cellulare.
- Metalivello di pensiero sui domini semiotici Principio: gli studenti possono pensare in modo critico alle relazioni tra più domini semiotici. Ad esempio, in che modo i concetti trovati in Psicologia cognitiva si riferiscono ai giochi sparatutto in prima persona?

### Apprendimento e identità
- Principio del "Moratorium psicosociale": non ci sono conseguenze nel mondo reale, consentendo agli studenti di correre rischi maggiori. Ad esempio, nei mondi dei videogiochi gli studenti sono in grado di "provare" diverse identità relative al genere, all'etnia e persino alle specie. Allo stesso modo, gli ambienti di gioco consentono agli studenti di fare più tentativi verso una determinata ricompensa (cioè un nuovo livello, un nuovo boss…) senza conseguenze reali. Ciò crea uno spazio sicuro affinché lo studente possa interagire pienamente con l'ambiente.
- Principio dell'apprendimento impegnato: gli studenti parteciperanno a impegni prolungati come un'estensione delle loro identità del mondo reale in relazione alle loro identità virtuali. Lo studente sente l'impegno a continuare i propri sforzi e la propria pratica.
- Principio di identità: lo studente è in grado di scegliere identità multiple in modo tale da poter riflettere su identità "nuove" e "vecchie". Gee, nello specifico, ritiene che gli studenti abbiano un'identità del mondo reale, un'identità virtuale e un'identità proiettiva.
- Principio di auto-conoscenza: lo studente impara molto su se stesso e sulle sue abilità, in un processo auto-riflessivo.
- Principio dell'amplificazione di input: lo studente è in grado di inserire un piccolo input, ma riceve un output molto più grande. Questo principio esamina quanti sforzi sono necessari allo studente per ricevere qualche ricompensa.
- Principio di realizzazione: lo studente ha bisogno di ricompense intrinseche che siano adattate al livello, all'impegno e alla padronanza del contenuto dello studente.

### Significati e apprendimento
- Principio di pratica: gli studenti hanno bisogno di molta pratica in un contesto in cui sono impegnati con il proprio compito, ma non annoiati da esso.
- Principio di apprendimento continuo: lo studente passerà attraverso cicli di apprendimento di nuovo materiale, automatizzando il materiale, annullando l'automatizzazione e riorganizzando l'automatizzazione.
- Principio del "regime di competenza": lo studente può sforzarsi nella comprensione per rendere i concetti stimolanti, ma non impossibili.
- Principio del Probing: impariamo impegnandoci, riflettendo sulle nostre azioni, formando ipotesi, sondando il mondo, e quindi accettando o ripensando a queste ipotesi.
- Principio di percorsi multipli: agli studenti viene offerta una serie di percorsi da perseguire in avanti, in cui lo studente può scegliere in base ai suoi punti di forza, punti deboli e stili di apprendimento specifici.
- Principio del significato situato: tutti i significati dei segni sono situati nelle esperienze incarnate dello studente.
- Principio del testo: i testi non sono capiti solo comprendendo le parole nel testo, ma riflettendoci attraverso l'esperienza.
- Principio intertestuale: gli studenti capiscono le connessioni tra i testi comprendendo, attraverso l'esperienza, il significato di alcuni testi e collegando tale significato ad altri testi correlati.
- Principio multimodale: il significato viene appreso attraverso molteplici modalità oltre alle parole (suoni, immagini…).
- Principio di "intelligenza dei materiali": strumenti, tecnologie, oggetti materiali e l'ambiente contengono informazioni che un discente può accedere attraverso l'interazione.
- Principio di conoscenza intuitivo: la conoscenza che non può essere necessariamente verbalizzata, come la conoscenza acquisita attraverso la pratica di un compito, è preziosa.

### Trasferimento di conoscenza
- Principio del sottoinsieme: l'apprendimento avviene prima in un sottoinsieme semplificato del dominio reale.
- Principio Incrementale: gli studenti creano connessioni in fasi precedenti e più facili che li aiutano in fasi successive più difficili.
- Principio del campione concentrato: lo studente acquisisce esperienza con concetti/azioni fondamentali fin dalle prime fasi in modo che possa farli propri nel migliore dei modi.
- Principio delle competenze di base: le competenze di base vengono apprese nel contesto.
- Principio esplicito di informazioni on-demand e just-in-time: le informazioni sono fornite in momenti cruciali per massimizzare le risposte adeguate.
- Principio di scoperta: lo studente viene guidato in modo poco esplicito ed è invece autorizzato a esplorare e scoprire da solo.
- Principio di trasferimento: gli studenti hanno l'opportunità di applicare l'apprendimento dalle fasi precedenti a quelle successive.

### Modelli culturali
- Principio dei Modelli culturali sul mondo: gli studenti possono riflettere sui propri modelli culturali in un modo "esterno" alle loro identità del mondo reale.
- Principio dei Modelli culturali sull'apprendimento: gli studenti possono riflettere sui propri modelli culturali in materia di apprendimento e su se stessi come discenti in un modo "esterno" alle loro identità del mondo reale.
- Principio dei Modelli culturali sui domini semiotici: gli studenti possono riflettere sui propri modelli culturali in relazione a particolari domini che stanno imparando in un modo "esterno" alle loro identità del mondo reale.

### Imparare come attività sociale
- Principio distribuito: testi, strumenti, persone e tecnologia sono collegati in rete in modo che le informazioni siano distribuite tra di loro.
- Principio disperso: lo studente condivide la conoscenza con altri che potrebbero non incontrare mai faccia a faccia.
- Principio del gruppo di affinità: gli studenti formano gruppi con identità, obiettivi e pratiche condivisi piuttosto che per razza, genere o nazionalità.
- Principio insider: lo studente contribuisce al gioco e non è solo un consumatore passivo.

## Critica
Il libro di Gee è stato generalmente ben accolto dalla critica come un progetto ambizioso che è stato ritenuto "premuroso, unico e appassionato." L’autore, tuttavia, non sfugge alle critiche. In primo luogo, fu criticato per non aver riconosciuto altri studiosi che lavoravano in campi simili della teoria dei giochi, in particolare le teorie di Janet Murray su ” agency and identity in games” e la borsa di studio di Thomas Malone sulla motivazione. Gee è stato anche criticato per essersi affidato troppo alle sue esperienze personali come prove empiriche e per romanticizzare i giochi di cui parla.

## Applicazione della teoria
Il libro di Gee è stato usato nell'argomentazione di Kimon Keramidas che spiega i processi di apprendimento dei giocatori. Alcuni degli schemi e degli elementi utilizzati nella progettazione del gioco possono essere usati analogamente come "strutture per riconsiderare le forme delle esperienze in classe, i programmi e lo sviluppo del programma". Ciò che stiamo imparando dai giochi (sia creando che giocando) può essere usato da insegnanti per migliorare il loro insegnamento e preparare meglio gli studenti per la società basata sulla tecnologia". Keramidas considera sei caratteristiche di gioco (definizione di Jesper Juul): regole, risultati quantificabili variabili, valori assegnati ai possibili risultati, sforzo del giocatore, giocatore collegato al risultato e le conseguenze negoziabili per confrontare i giochi con i sistemi di apprendimento. Le regole (una componente chiave di qualsiasi gioco) sono molto importanti nella creazione di un buon ambiente di apprendimento. Gli studenti impareranno quando mettono impegno e tempo nei loro studi, e saranno impegnati nel loro apprendimento se credono che il risultato possibile valga il loro lavoro e sforzo. Ciò che l'esperienza degli studenti e l'apprendimento a scuola non possono (e non dovrebbero) essere separati dalla vita reale, e gli studenti dovrebbero essere incoraggiati a capire che acquisire conoscenza è paragonabile a guadagnare premi nei giochi (conseguenze negoziabili: il giocatore non è obbligato dalle regole del gioco nel mondo reale ma le conseguenze dei giochi "possono riversarsi" nella vita del giocatore).
Katie Salen
promuove i giochi come strumento di apprendimento per il 21 ° secolo. Ha aiutato a progettare e lanciare Quest to Learn, dove l'apprendimento si svolge giocando e esplorando i giochi. Il curriculum è organizzato intorno all'idea che "i giochi digitali sono fondamentali per la vita dei bambini di oggi e anche in misura crescente, man mano che aumentano la loro velocità e capacità, potenti strumenti per l'esplorazione intellettuale."

## Edizioni in lingua originale
- Gee, James Paul. 2003. What video games have to teach us about learning and literacy. New York: Palgrave Macmillan.
- Gee, James Paul. 2007. What video games have to teach us about learning and literacy. Revised and Updated Edition.New York [etc.]: Palgrave Macmillan.

## Fonti
1. Craft, Jason. "A Review of What Video Games Have to Teach Us About Learning and Literacy". Currents in Electronic Literacy. Retrieved 13 March 2014.
2. Egenfeldt-Nielsen, Simon. "Review of James Paul Gee's What Video Games Have to Teach Us About Learning and Literacy". Game Research. Retrieved 13 March 2014.
3. Waldron, Emma. "What Video Games Have To Teach Us About Learning and Literacy". NACADA.
4. Metzger, Jessie. "James P. Gee's What Video Games Have to Teach Us About Learning and Literacy: A Review". Lifelong Learning.
5. Gee, James Paul. "Good video games and good learning." Phi Kappa Phi Forum, vol. 85, no. 2, (2005): 34-37
6. Waldron, Emma Leigh. "Book review: "What Video Games Have to Teach Us About Learning and Literacy"". NACADA. Retrieved 19 March 2014.
7. Egenfeldt-Nielson, Simon. "review of James Paul Gee's What Video Games Have to Teach Us About Learning and Literacy". Game Research. Retrieved 19 March 2014.
8. Metzger, Jessie. "James P. Gee's What Video Games Have to Teach Us About Learning and Literacy: A Review". Retrieved 19 March 2014.
9. Keramidas, Kimon (2010). "What Games Have to Teach Us About Teaching and Learning: Game Design as a Model for Course and Curricular Development". Currents in Electronic Literacy.
10. Juul, Jesper (2003). "The game, the player, the world: looking for a heart of gameness".
11. Quest to Learn Archiviato il 9 maggio 2019 in Internet Archive.
12. Corbett, Sara. "Learning by playing: Video games in the classroom". The New York Times. Retrieved 19 March 2014.